# Misa gregoriana

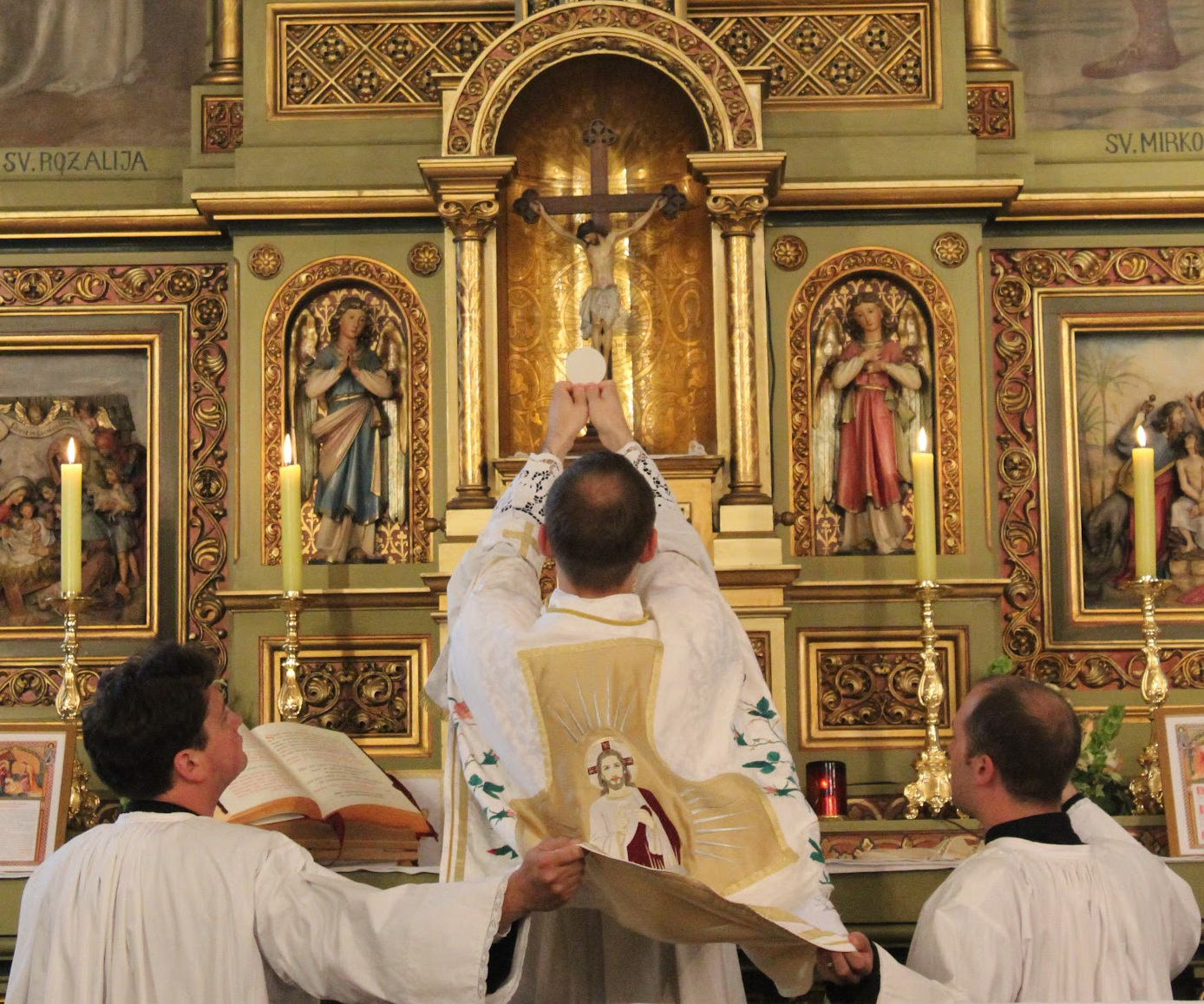
Celebración de la Misa tridentina.

La misa gregoriana es una tradición que consiste en la celebración de treinta misas durante treinta días seguidos por una misma intención, generalmente el eterno descanso del alma de un difunto.

## Historia
Esta práctica fue iniciada en el siglo VI por el papa Gregorio Magno, quien en el año 590 ordenó que se celebrara la Santa Misa de esta forma por el fallecido monje benedictino Justus, al que se le encontró dinero que no debería haber tenido debido a su voto monástico de pobreza. Después de la trigésima misa consecutiva, Justus se apareció frente a un hermano llamado Copiosus, diciéndole que había llegado a la comunión con Dios, es decir, pasando del purgatorio al cielo. Este suceso dio lugar a la tradición de las treinta misas consecutivas, precisamente llamadas gregorianas.

## Disciplina eclesial
Las treinta misas gregorianas deben celebrarse durante treinta días consecutivos para un mismo fallecido, aunque no es necesario que las celebre el mismo sacerdote.
Si se pierde un día por negligencia, se debe empezar de nuevo, mientras que si la interrupción se produce por una causa razonable, los frutos del sufragio no se pierden, pero la celebración de las treinta misas debe completarse cuanto antes. Los últimos tres días de Triduo Pascual, dado que no es posible celebrar la misa para un difunto en particular, no se consideran una interrupción. 
La ofrenda solicitada para las misas gregorianas es superior a la habitual para las misas ordinarias, porque la celebración por un solo fiel representa una carga mayor para el celebrante.

## Efectividad de la práctica
La práctica de las misas gregorianas expresa una gran fe en el valor salvador del sacrificio de Cristo, pero hay que tener presente que no conocemos las modalidades de aplicación de esta gracia por parte de Dios, por lo tanto, la liberación del alma del difunto de las penas del purgatorio representa una esperanza razonable pero no una certeza.